# Schiebetermin
Als Schiebetermin wird im deutschen Strafprozess ein kurzer Hauptverhandlungstermin bezeichnet, der vor allem dazu dient, eine Fortsetzung der Hauptverhandlung innerhalb der Frist des § 229 Strafprozessordnung (StPO) zu gewährleisten. Die Bezeichnung rührt daher, dass das spätest mögliche Datum für eine Fortsetzung der Hauptverhandlung mittels des Schiebetermins  verschoben wird.
§ 229 StPO bestimmt, dass die Hauptverhandlung bis zu drei Wochen unterbrochen werden darf (Abs. 1). Nach § 229 Abs. 2 StPO ist auch eine Unterbrechung der Hauptverhandlung von bis zu einem Monat zulässig, falls zuvor an mindestens zehn Tagen verhandelt wurde. In der Praxis ist es indes nicht selten, dass sich bei nicht vorhergesehenen Unterbrechungen innerhalb dieser Frist kein Verhandlungstermin finden lässt, an dem alle Verfahrensbeteiligten für einen weiteren Hauptverhandlungstag zur Verfügung stehen. Würde die Hauptverhandlung nicht spätestens am Tage nach Ablauf der Unterbrechungsfrist fortgesetzt, so müsste sie insgesamt von neuem beginnen (§ 229 Abs. 4 Satz 1 StPO), d. h. der gesamte bisherige Prozessstoff müsste nochmals verhandelt, beispielsweise umfangreiche Zeugenvernehmungen wiederholt werden. Um dies zu verhindern, kann ein Schiebetermin bestimmt werden, der oftmals nur wenige Minuten dauern soll, etwa um eine Beweisurkunde zu verlesen. Damit wird der Regelung des § 229 Abs. 1 StPO formal genügt, und es kann anschließend eine weitere Unterbrechung von bis zu drei Wochen stattfinden, bevor die Hauptverhandlung regulär fortgesetzt wird. Nach der Rechtsprechung des Bundesgerichtshofs muss aber auch bei einem Schiebetermin das Verfahren inhaltlich auf den abschließenden Urteilsspruch hin gefördert werden. Nicht ausreichend sind so genannte reine Schiebetermine, die die Unterbrechungsfrist lediglich formal wahren, in denen aber tatsächlich keine Prozesshandlungen oder Erörterungen zu Sach- oder Verfahrensfragen vorgenommen werden oder in denen einheitliche Verfahrensvorgänge willkürlich in mehrere kurze Verfahrensabschnitte zerstückelt und diese auf mehrere Verhandlungstage verteilt werden. Bei einem solchen reinen Schiebetermin kann ein Revisionsgrund vorliegen.
Die praktische Bedeutung dieser Verfahrensweise war in der Zeit vor dem 1. September 2004 erheblich größer, weil nach der damaligen Rechtslage in § 229 Abs. 1 StPO nur eine Unterbrechungsmöglichkeit von bis zu zehn Tagen statt wie jetzt von bis zu drei Wochen vorgesehen war.